# Rutilia lepida
Rutilia lepida är en tvåvingeart som beskrevs av Guérin-Méneville 1843. Rutilia lepida ingår i släktet Rutilia och familjen parasitflugor. Inga underarter finns listade i Catalogue of Life.